# Museum Peter Gehring
Das Museum Peter Gehring ist ein privates Kunst- und Architekturmuseum mit Skulpturengarten im Münchner Stadtteil Moosach.

## Gebäude und Garten
Ort des Museums ist das 1950 errichtete ehemalige Wohnhaus des Garten- und Landschaftsarchitekt Alfred Reich, Die Wohnsiedlung nördlich des Schlosses Nymphenburg war seit dem frühen 20. Jahrhundert als Gartensiedlung entstanden. Geplant wurde der Bau mit Gewächshaus in der Sackgasse Im Eichgehölz von dem Architekten Gustav Gsaenger.
Er errichtete „in gemäßigt moderner Formensprache“ in einer Nordecke des 3200 m² großen Grundstücks ein schmales einstöckiges Gebäude samt Nebenflügel. Das Wohnhaus mit hohem Satteldach wurde mit Holz verschalt und erhielt auf der Gartenseite nach Süden über die gesamte Breite raumhohe Fenster.
Der Garten wurde als weitläufige Freifläche mit Mauern und Pflanzen gefasst.
Alfred Reich starb 1970. Nach dem Tod seiner Witwe übernahm 1998 das Ehepaar Birgit und Peter Gehring Haus und Garten. Peter Gehring kannte den Komplex seit seiner Zeit als Architekturstudent von Abbildungen. Im Juni 2015 eröffnete Birgit Andrea Gehring Haus und Garten als Privatmuseum.

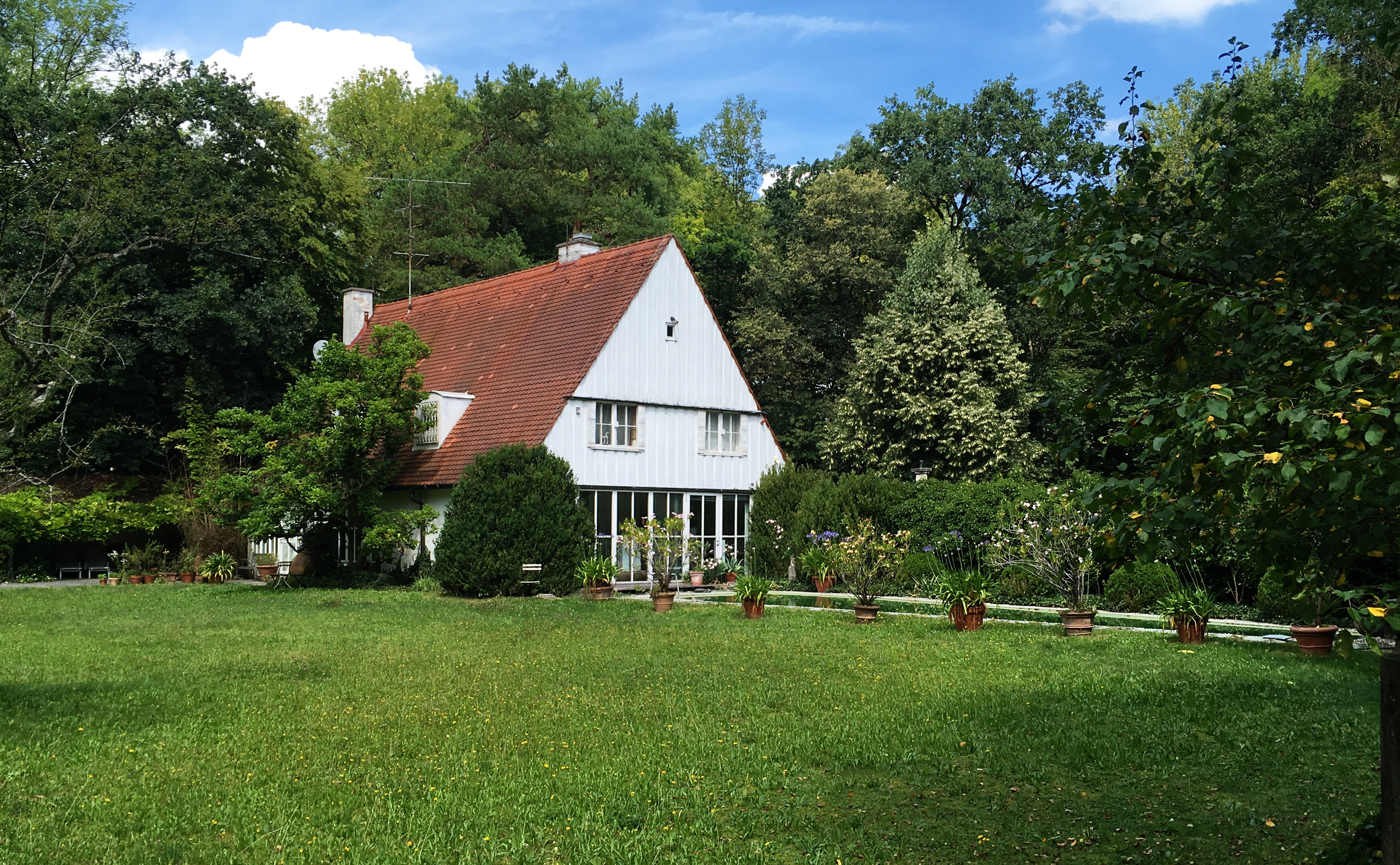
Übersicht: Gebäude und Gartenanlage
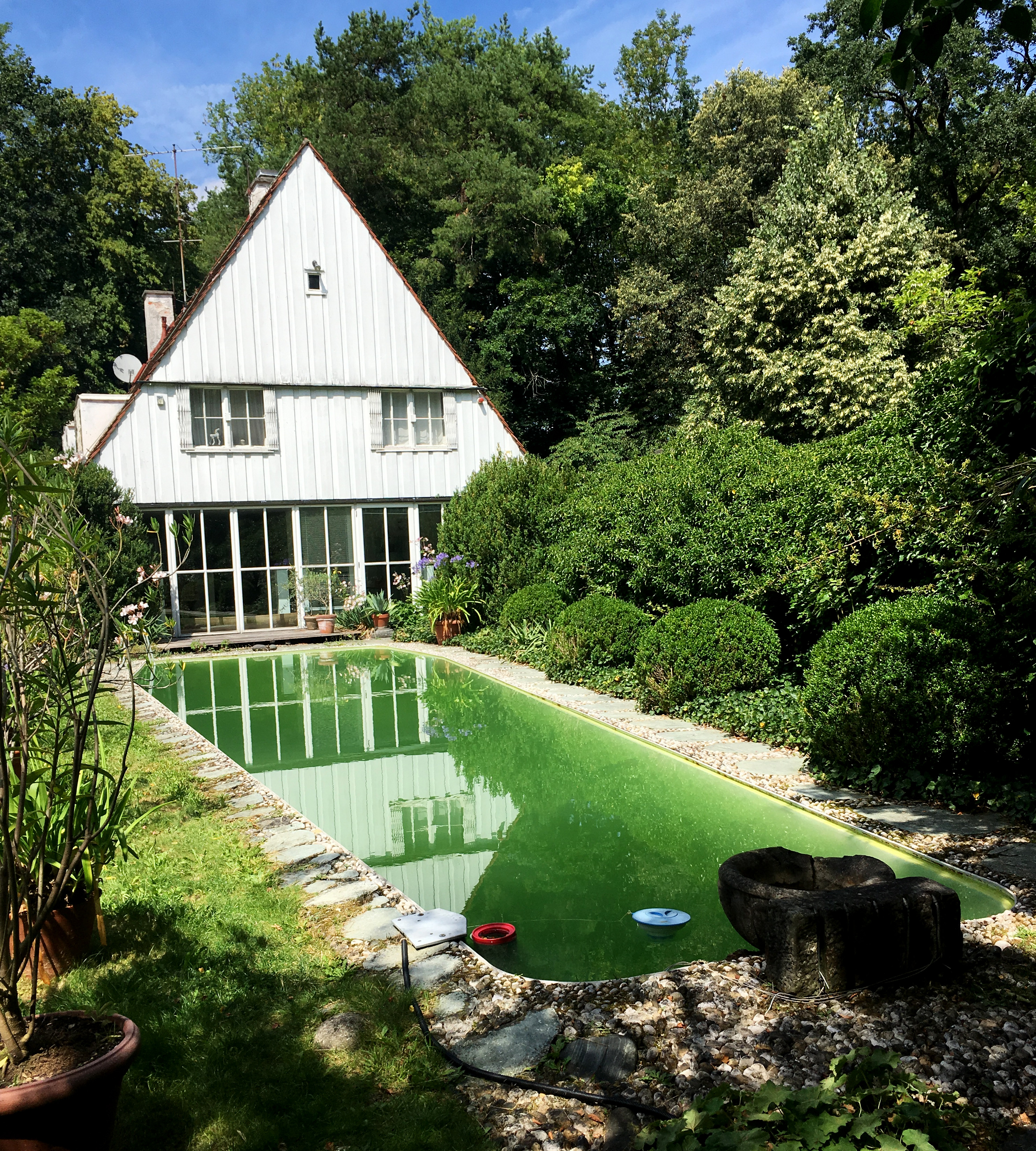
Schwimmbad der 1950er

## Denkmalschutz und -pflege
2010 wurde das Ensemble unter Denkmalschutz gestellt. Neben dem ehemaligen Wohnhaus mit überdachter Terrasse und dem Gewächshaus stehen der Garten mit seiner Gartenarchitektur, die Gartenmauer sowie die Natursteinplatten und Steckkiesel der Schwimmbadeinfassung unter Schutz. Das Bayerische Landesamt für Denkmalpflege hob die inhaltliche Einheit von Villa und Garten hervor, sie wiesen „künstlerische und geschichtliche und der Garten zudem wissenschaftliche Bedeutung auf“.
Die Deutsche Stiftung Denkmalschutz finanzierte Instandsetzungsmaßnahmen. Die Mittel der Stiftung für die Maßnahmen wurden von der Lotterie Glücksspirale, dem Freistaat Bayern und dem Bezirk Oberbayern unterstützt.